# حزب الطبيعة الديمقراطي الأردني
حزب الطبيعة الديمقراطي هو حزب سياسي أردني تأسس في 8 فبراير/شباط عام 2016، واتخذ مقرًا له في مدينة الزرقاء، قبل أن يتمّ حله في عام 2023.

## قيادات للحزب
شغل علي عصفور منصب الأمين العام لحزب الطبيعة الديمقراطي الأردني منذ تأسيسه في عام 2016 وحتى تمّ حلّ الحزب في عام 2023.

## لمحة تاريخية
تأسس حزب الطبيعة الديمقراطي الأردني في 8 فبراير/شباط من عام 2016، وعقد مؤتمره التأسيسيّ الأول بمدينة الزرقاء في مايو/أيار عام 2016. وفي عام 2020 أعلن حزب الطبيعة الديمقراطي عن اعتزامه خوض الانتخابات النيابية الأردنية بقائمة خضر الأردن التي اعتُبرت القائمة الوحيدة التي حملت برنامجا يعني بقضايا البيئة والاقتصاد الأخضر وسبل التنمية المستدامة والعدالة الاجتماعية.

## حل الحزب
في مايو/أيار عام 2023 اعتُبر حزب الطبيعة الديمقراطي الأردني حزبًا مُنحلًّا بعدما استبعده مجلس مفوضي الهيئة المستقلة للانتخاب في الأردن بسبب عدم تمكنه من استيفاء بعض الشروط التي نصّ عليها قانون الأحزاب الأردني رقم (7) والصادر في عام 2022. كانت الحكومة الأردنية قد أقرت في العام السابق قانونًا لتنظيم تأسيس الأحزاب السياسية في الأردن، وكانت مواد هذا القانون تشترط أن تُحقّق الأحزاب السياسية مجموعة من المعايير لكي تتم الموافقة على تأسيسها وتُصبح أحزابًا مُعترف بها رسميًا ويحق لها المُشاركة في الانتخابات البرلمانية الأردنية. كان من بين هذه الشروط أن ينضمّ للحزب في وقت إعلان تأسيسه ما لا يقلّ عن 1000 عضو في ستة مُحافظات أردنية مُختلفة، بحيث لا تقل نسبة النساء عن 20 بالمائة من أعضاء الحزب ولا تقل نسبة الشباب عن 20 بالمائة من الأعضاء.
أمهلت الهيئة المُستقلة للانتخاب الأحزاب التي لا تُحقّق بعض أو كل اشتراطات قانون الأحزاب حتى مايو/أيار في العام التالي لكي تتمكّن من توفيق أوضاعها، بينما اعتبرت الأحزاب التي لم تتمكّن من ذلك بعد انقضاء المُهلة المُحددة أحزابًا منحلة، وبناءًا على ذلك تم حل 19 حزبًا سياسيًّا، وكان حزب الطبيعة الديمقراطي الأردني واحدًا من هذه الأحزاب.